# Křížová cesta (Kroměříž)
Křížová cesta v Kroměříži se nachází na kraji města na hřbitově na Velehradské ulici (výpadovka na Zdounky). Je chráněna jako nemovitá Kulturní památka České republiky.

## Historie
Křížovou cestu tvoří čtrnáct zastavení v podobě kamenných obelisků z hrubozrnného pískovce umístěných na čtyřbokých podstavcích. Na jejich vrcholu je kovaný kříž (kříže byly vyrobeny jako kopie), na čelní straně sloupu je připevněna oválná kamenná plastika z jemnozrnného pískovce s pašijovým výjevem. Kamenné plastiky (kartuše) pocházejí z různých časových období, jak o tom svědčí letopočty 1806 a 1870, což také potvrzuje jejich odlišné výtvarné zpracování. Latinské nápisy uvozující příslušné zastavení jsou ponechány ve fragmentu. Jejich plné znění nesou mosazné tabulky umístěné na podstavci. Pylony nejsou stejně vysoké, jejich výška kolísá mezi 420 až 470 cm.
Zastavení křížové cesty stojí při cestě podél vnitřní strany západní hřbitovní zdi. Byly sem přemístěny z původního místa u zaniklé kaple svaté Barbory na vrchu Barbořina v západní části města. Zaniklá kaple Svaté Barbory byla postavena před rokem 1691. Roku 1850 byla ve špatném stavu a podkopaná, protože se v místě těžil písek. 
Roku 1860 byla opravena, roku 1976 z ní zbyly jen trosky.
Křížová cesta se pod vrchem Barbořina začala stavět v roce 1762 nákladem měšťanky Heinischové. Judita Heinischová (rozená Rohnová) vdova po biskupském důchodním Janu Heinischovi bydlela v "domě dosti důkladně vystavěném na rohu uličky z náměstí do Ztracené ulice" a zemřela v roce 1762. Tento dům na Velkém náměstí 48 (nyní 46) je chráněn jako nemovitá Kulturní památka České republiky pod číslem 19501/7-6009.
Původní polohu jednoho ze zastavení lze vidět i na akvarelu, který namaloval při svém pobytu v Kroměříži v roce 1842 rakouský malíř, kreslíř městských  vedut a krajinář Rudolf von Alt.
K restaurování a přemístění jednotlivých zastavení na kroměřížský hřbitov došlo v letech 1998-1999. Křížová cesta byla slavnostně posvěcena dne 2. dubna 1999. Křížová cesta byla doplněna o úvodní poklonu  Anděla strážce z depozitu v Květné zahradě, která původně stávala v Koperníkově ulici před domem čp. 1429/32. I ta prošla celkovou obnovou včetně reliéfní kartuše modlícího se Krista s andělem s kalichem hořkosti. Vzhledem ke stavu některých křížů byly u zastavení č. II., IX. a XIV. použity slepé kartuše. Úvodní zděná poklona stojí na křižovatce hřbitovních cest v zadní části hřbitova na souřadnicích 49°17′11″ s. š., 17°23′12″ v. d. a křížová cesta pokračuje jednotlivými zastaveními směrem k obřadní síni a k židovské části hřbitova.
V roce 2019 bylo provedeno Restaurování zastavení č. VI. a X. v rámci akce obnovy nemovité kulturní památky s využitím příspěvku poskytnutého Ministerstvem kultury z programu "Podpora obnovy kulturních památek prostřednictvím obcí s rozšířenou působností". V roce 2020 bylo za stejných podmínek provedeno Restaurování zastavení č. VIII. V roce 2021 bylo s využitím příspěvku stejného programu  provedeno Restaurování zastavení č. II. Kartuš tohoto zastavení se nedochovala, proto byla kartuš vytvořena na základě fotografie publikované v knize Ludvíka Páleníčka z roku 1945.

## Zastavení Křížové cesty
Statio I. IESUS AD MORTEM IUDICATUR

První zastavení: Pán Ježíš je odsouzen k smrti

Statio II. IESU IMPONITUR CRUX BAJULANDA

Druhé zastavení: Pán Ježíš přijímá kříž na svá ramena

Statio III. IESU PRIMUS SUB CRUCE CASUS

Třetí zastavení: Pán Ježíš padá pod křížem poprvé

Statio IV. IESUS OBVIAM VENIT MATRI SUAE

Čtvrté zastavení: Pán Ježíš se potkává se svou nejsvětější Matkou

Statio V. SIMON CRUCEM PORTANDAM ADIUVATUR 

Páté zastavení: Šimon pomáhá Pánu Ježíši nést kříž

Statio VI. IESU PORRIGIT SUDARIUM VERONICA

Šesté zastavení: Zbožná Veronika osušuje rouškou tvář Pána Ježíše

Statio VII. IESU SUB CRUCE SECUNDUS CASUS 

Sedmé zastavení: Pán Ježíš padá po křížem podruhé

Statio VIII. FEMINAE IERUSALEM SUPRA CRUCEM FLENT

Osmé zastavení: Pán Ježíš pod křížem utěšuje plačící Jeruzalémské ženy

Statio IX. IESU SUB CRUCE TERTIUS CASUS

Deváté zastavení: Pán Ježíš padá pod křížem potřetí

Statio X. IESUS DENUDATUS FELLE ET ACETO POTATUR

Desáté zastavení: Pán Ježíš, oloupený o šat, pije žluč s vinným octem

Statio Xl. IESUS CRUCI ACCLAVATUR

Jedenácté zastavení: Pán Ježíš je přibit na kříž

Statio XII. IESUS IN CRUCE ELEVATUR MORITUR 

Dvanácté zastavení: Pán Ježíš umírá na kříži

Statio XIII. IESUS DE CRUCE DEPONITUR 

Třinácté zastavení: Pán Ježíš sňat z kříže

Statio XIV. IESUS IN SEPULCRUM DEPONITUR 

Čtrnácté zastavení: Pán Ježíš kladen do hrobu

## Galerie

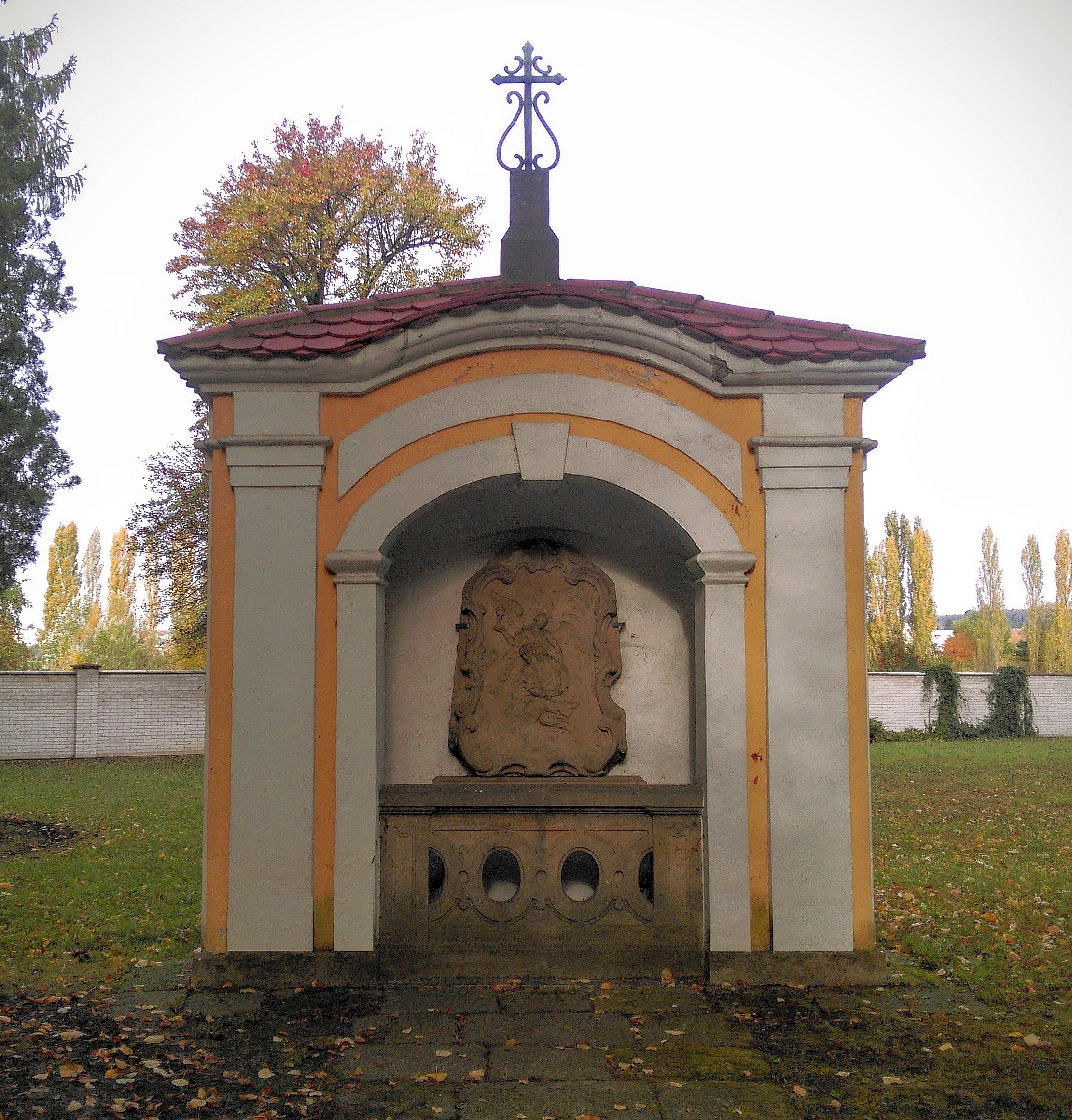
Poklona Anděla strážce - úvodní část křížové cesty
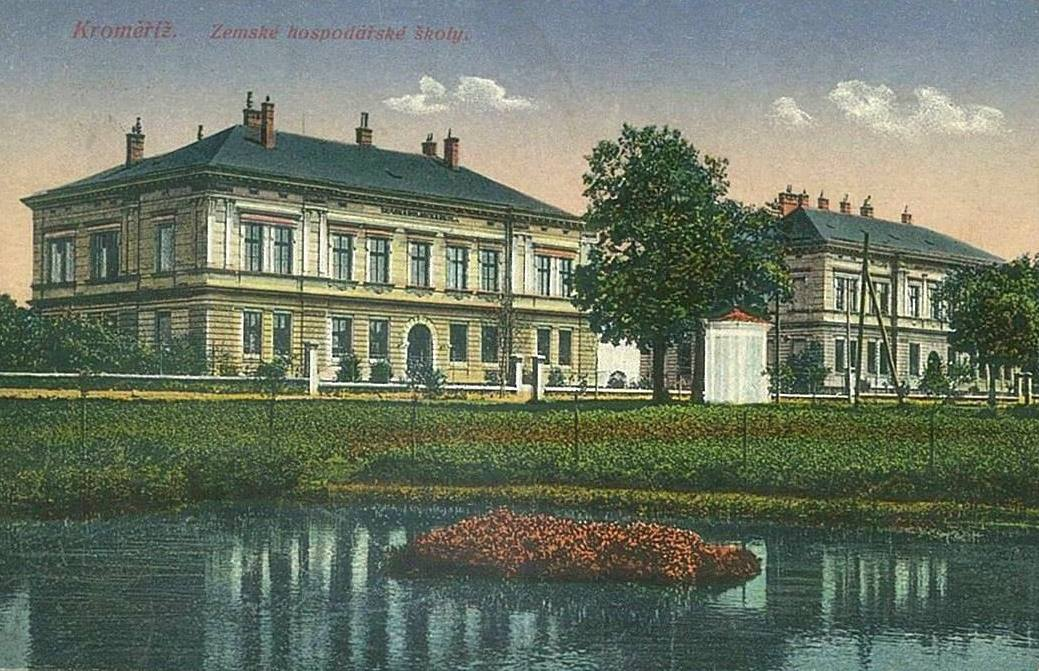
Původní umístění poklony před nynější Veterinární školou
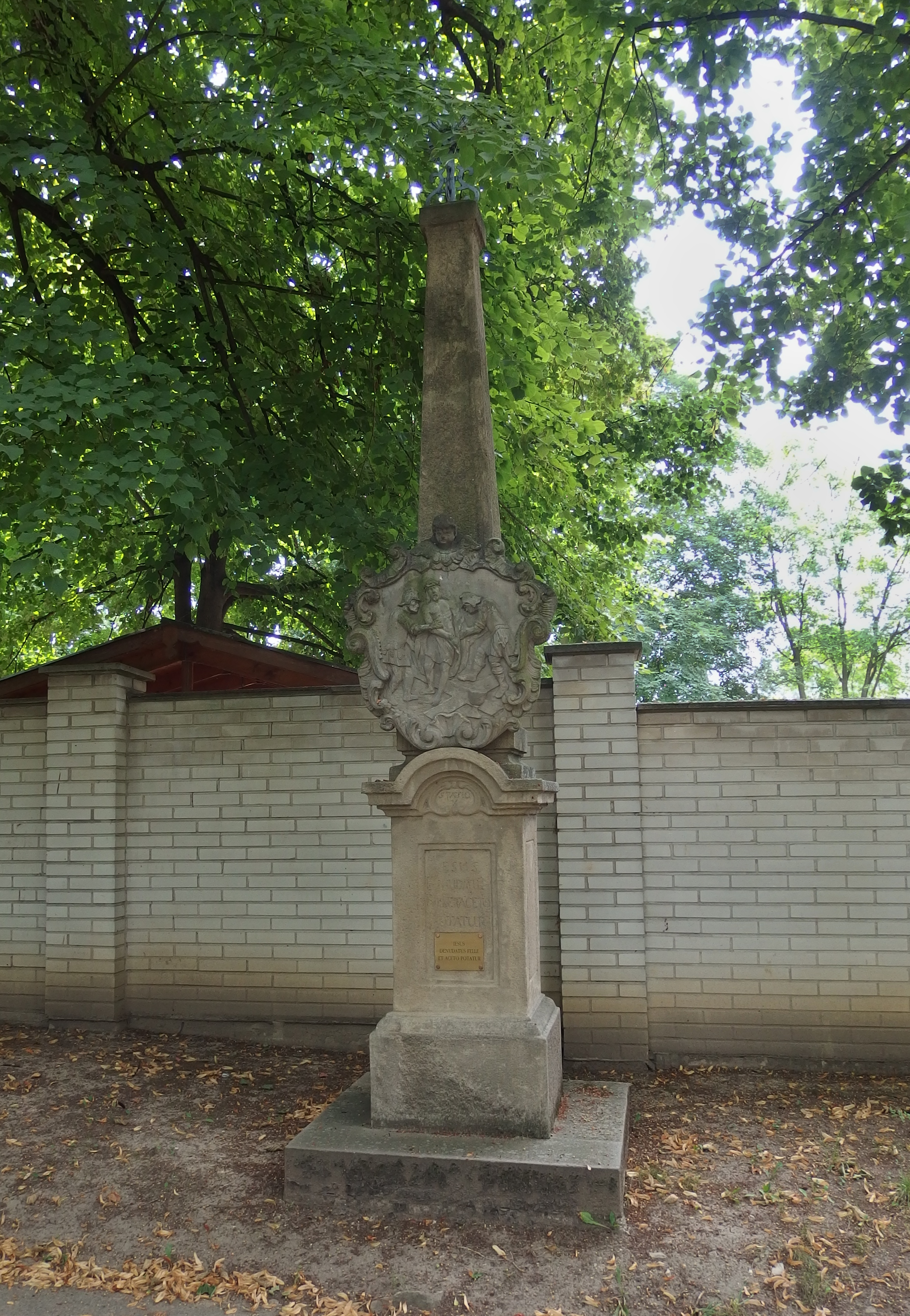
Zastavení křížové cesty v Kroměříži na hřbitově
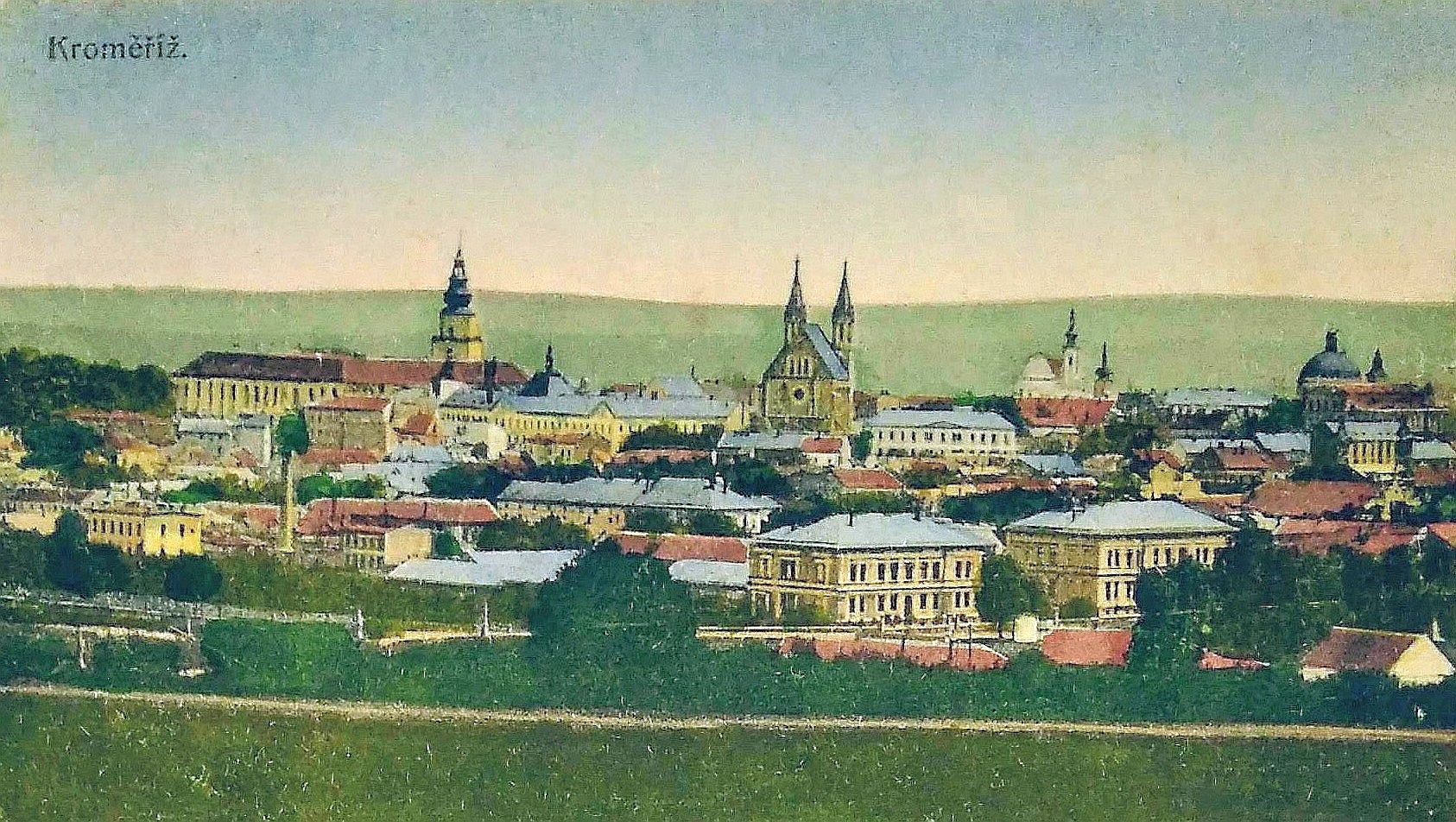
Původní umístění - začátek křížové cesty
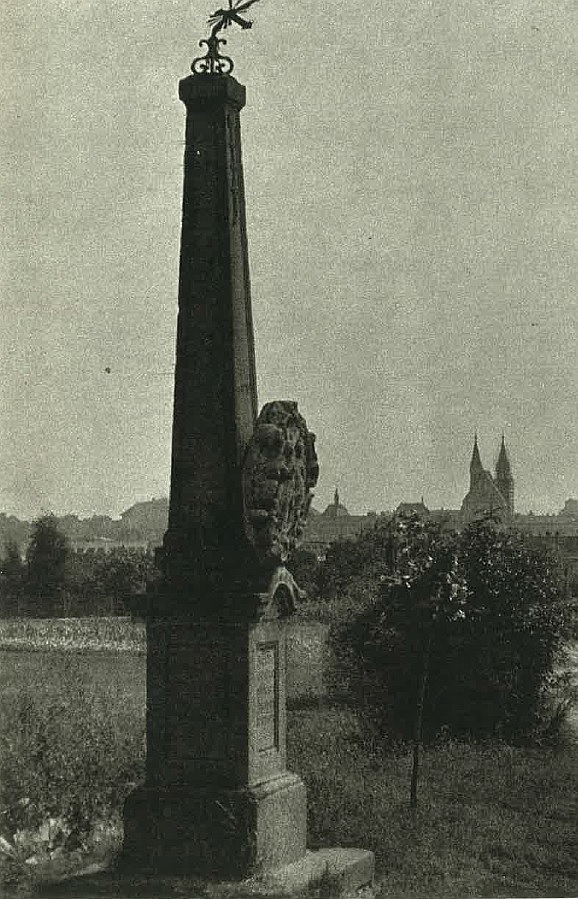
Původní umístění jednoho z křížů pod vrchem Barbořina
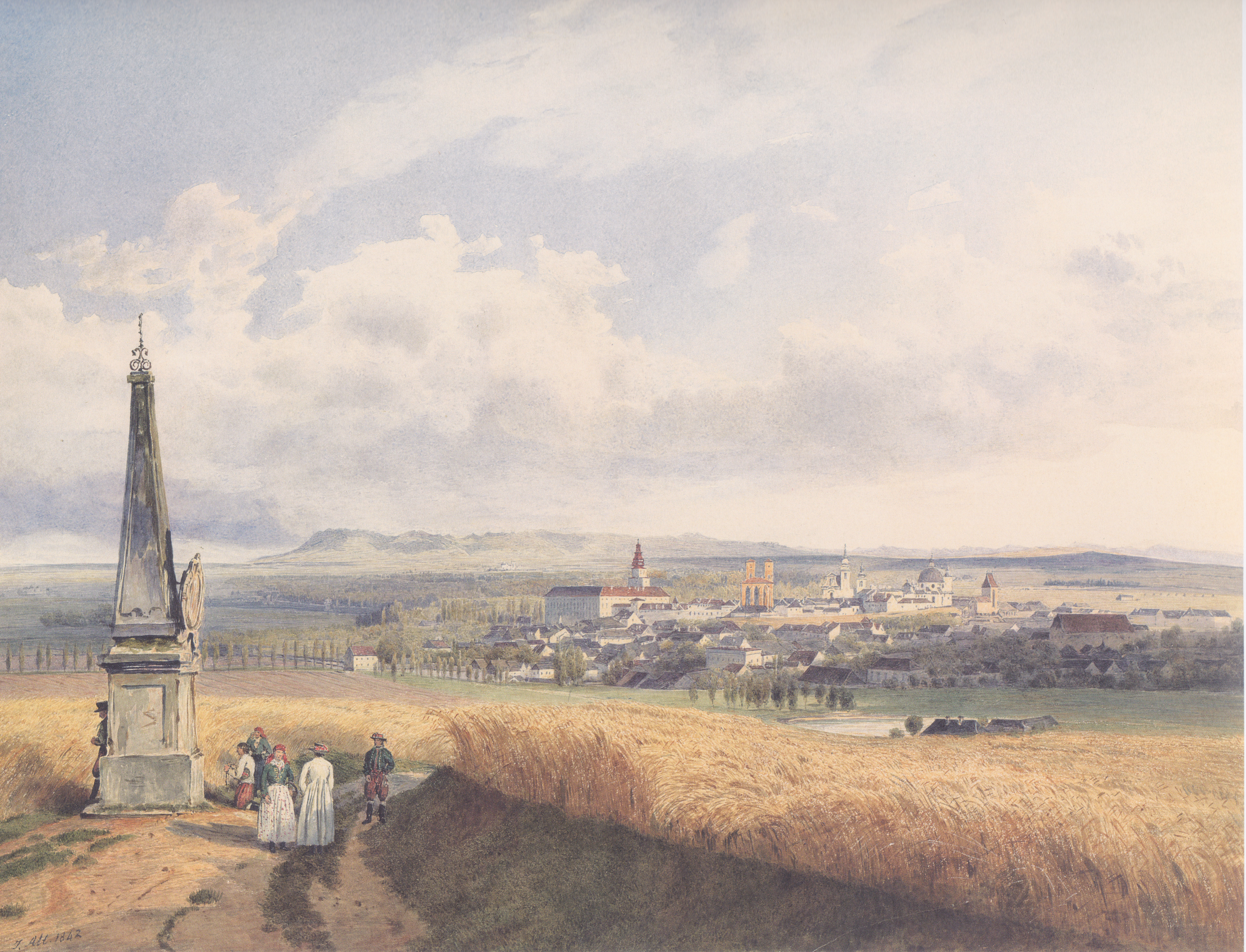
Rudolf von Alt Kroměříž z Barbořiny 1842
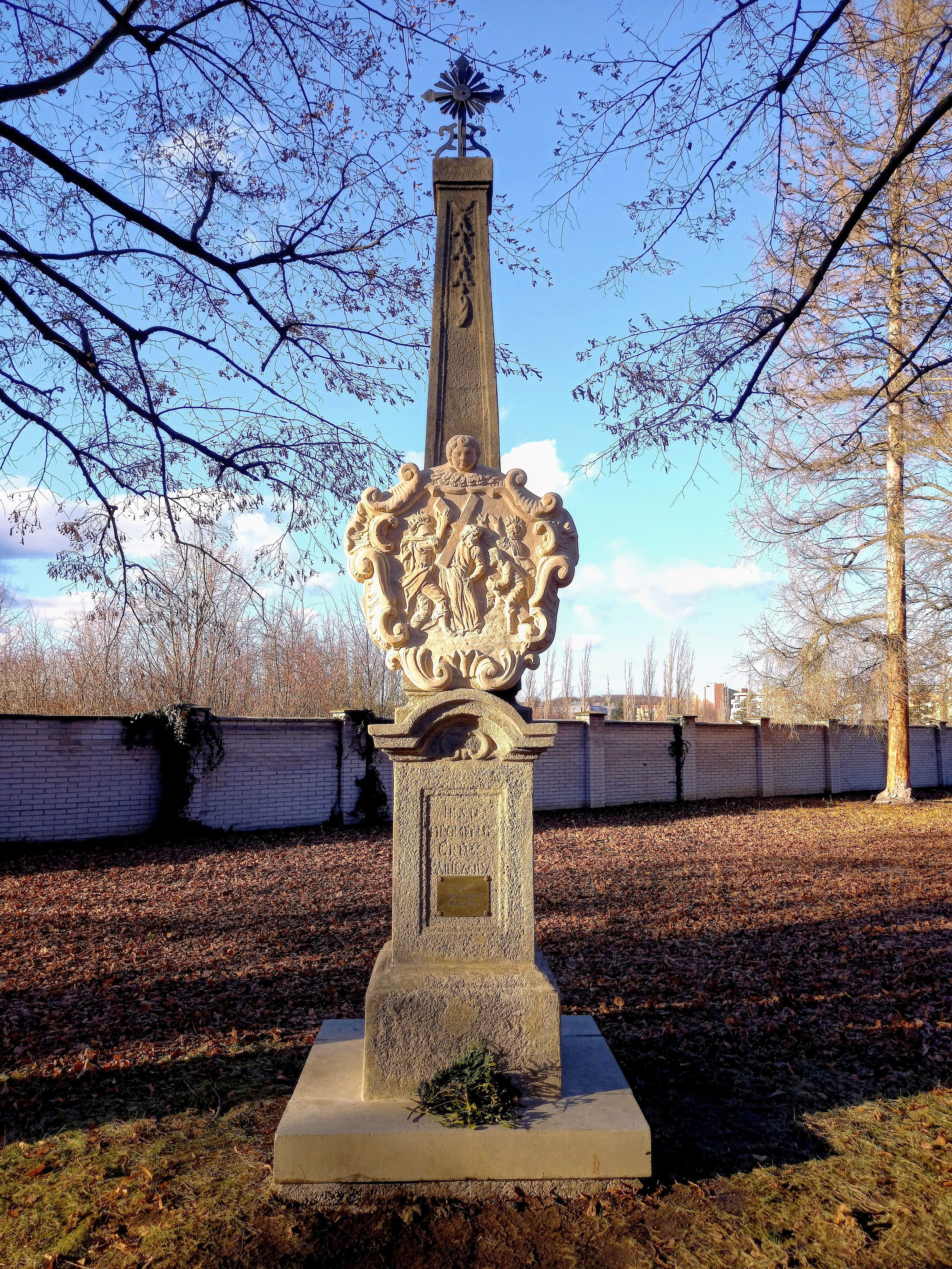
Zastavení č. II po restaurování v roce 2021